# Travail forcé des Hongrois en Union soviétique

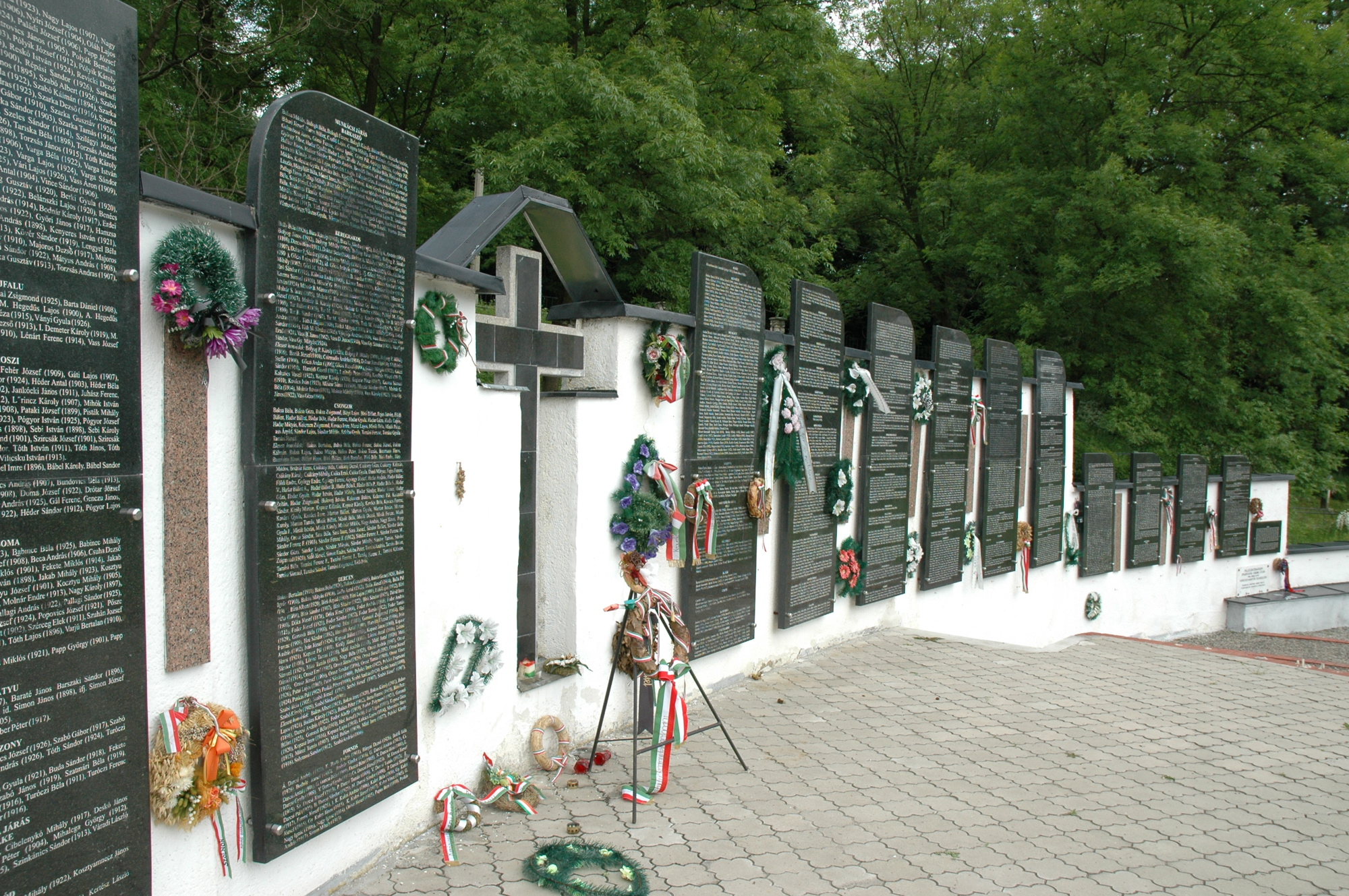
Monument aux victimes du camp de regroupement soviétique de Svaliava (en hongrois Szolyva), près de la frontière hongroise.

Le thème du travail forcé des Hongrois en Union soviétique au lendemain de la Seconde Guerre mondiale ne fut pas étudié jusqu'à la chute du communisme et la dissolution de l'Union soviétique. Bien que les chiffres exacts ne soient pas connus, on estime que jusqu'à 600 000 Hongrois furent capturés au total, dont environ 200 000 civils. On estime que 200 000 citoyens périrent. Cela faisait partie d'un système plus vaste de l'utilisation du travail forcé étranger en Union soviétique.
En outre, un nombre incertain de Hongrois furent déportés de Transylvanie en Union soviétique dans le contexte du différend entre la Roumanie et la Transylvanie hongroise. En 1944, de nombreux Hongrois furent accusés par les Roumains d'être des « partisans » et transférés à l'administration soviétique. Au début de 1945, au cours de la campagne de « dé-germanisation », tous les Hongrois portant des noms allemands furent transférés aux Soviétiques conformément à l'ordre soviétique 7161.

## Prisonniers de guerre et civils
En Hongrie et parmi la minorité hongroise de Transcarpatie, le phénomène fut dénommé málenkij robot, une forme corrompue de l'expression russe malen'kaya rabota (маленькая работа), qui signifie « petit travail ». L'expression apparut lors de la première vague de déportations de civils hongrois : après l’occupation d'une ville hongroise, des civils étaient arrêtés pour un « petit travail » de déblaiement de ruines. La plus grande déportation en une seule fois au cours de la première vague se produisit à Budapest. Le maréchal Rodion Malinovski avait paraît-il surestimé dans ses rapports le nombre de prisonniers de guerre capturés après la bataille de Budapest, et pour faire le compte, 100 000 civils furent réunis à Budapest et dans ses environs. La première vague eut lieu principalement dans le Nord-Ouest de la Hongrie, sur le chemin de l'armée de terre soviétique qui progressait.
La deuxième vague, plus organisée, se déroula un à deux mois plus tard, en janvier 1945, dans l'ensemble de la Hongrie. Selon l'ordre 7161 du Comité d'État à la Défense de l'URSS, les habitants d’origine allemande devaient être déportés pour le travail forcé depuis les territoires occupés, dont la Hongrie. Les autorités soviétiques avaient des quotas d'expulsion pour chaque région, et lorsque l’objectif n’était pas atteint, il était rempli avec des Hongrois d’origine,. De plus, les prisonniers de guerre hongrois furent déportés pendant cette période.
Les prisonniers de guerre et les civils furent pris en main par la direction générale pour les Affaires des prisonniers de guerre et internés (en) du NKVD (abréviation russe: GUPVI), avec son propre système de camps de travail, semblables au Goulag.
Les personnes déportées furent transportés dans des wagons de fret vers des camps de transit en Roumanie et en Ukraine occidentale. Les témoignages des survivants suggèrent un taux de mortalité élevé dans les camps et en transit pour des causes diverses, dont les épidémies de dysenterie, le mauvais temps, et la malnutrition.
En Union soviétique, les Hongrois furent internés dans environ 2 000 camps. Un grand nombre d'entre eux furent par la suite identifiés: 44 camps en Azerbaïdjan, 158 dans les pays baltes, 131 en Biélorussie, 119 dans le Nord de la Russie, 53 dans les environs de Leningrad, 627 en Russie centrale, 276 dans l'Oural et 64 en Sibérie.

## Prisonniers politiques
Le troisième groupe de déportés, en plus des prisonniers de guerre et des civils, furent des Hongrois condamnés par des tribunaux soviétiques pour « activités anti-soviétiques ». Il s’agissait notamment des catégories suivantes :
- anciens soldats qui avaient servi dans les forces d'occupation sur le territoire soviétique,
- membres de l'organisation paramilitaire de jeunesse Levente, des adolescents qui devait servir dans les forces auxiliaires à la fin de la guerre,
- fonctionnaires de haut rang et politiciens non de gauche.

Ce groupe de prisonniers fut envoyé dans des camps du Goulag, plutôt que dans ceux du GUPVI.
Au cours de la déstalinisation, les peines des survivants furent annulées et 3 500 anciens détenus retournèrent chez eux. Le nombre total de condamnés fut estimé par l'organisation de survivants hongrois du goulag Szorakész à environ 10 000 personnes.

## Retour
Le gouvernement de Ferenc Nagy entama des négociations sur le retour au pays des Hongrois au début de 1946. La première vague des retours systématiques eut lieu de juin à novembre 1946, puis fut interrompue jusqu'en mai 1947. Les derniers à revenir, environ 3 000 personnes, retournèrent au pays seulement après la mort de Joseph Staline, de 1953 à 1955. Des sources hongroises estiment que 330 000 à 380 000 travailleurs furent de retour au total, ce qui donne une estimation d'environ 200 000 morts en transit et en captivité.

## Survivants notables

### György Faludy
En 1949, l'écrivain et poète hongrois György Faludy fut arrêté sur de fausses accusations et emprisonné trois ans au camp de travail forcé de Recsk, en Hongrie. Après la révolution de 1956, il émigra et vécut à Londres, à Florence et à Malte. Il déménagea à Toronto en 1967. Faludy se rendit à nouveau en Hongrie près de 20 ans plus tard en 1988, et un an plus tard, il revint à Budapest et s’y installa.
Dans le roman autobiographique de Faludy Les Beaux Jours de l'enfer, ce que lui dit à sa libération du camp un commandant de l'ÁVO est caractéristique de l'attitude des autorités hongroises concernant le travail forcé :

« Au nom de la République populaire hongroise, je vous demande pardon de ce que vous avez subi d'injuste, d'illégal et d'indigne, et je vous préviens que la loi prévoit six années d'emprisonnement en cas de divulgation de quoi que ce soit sur les circonstances, le lieu ou les raisons de votre captivité. Le conseil que je peux vous donner est de dénoncer ceux qui poseraient des questions, et de dire à vos proches que vous étiez en voyage d'études en Union Soviétique. »